# Saint Seiya: Episode.G
Saint Seiya: Episode.G (japonês: 闘士星矢 EPISODE.G, Hepburn: Seinto Seiya Episōdo Jī), no Brasil Cavaleiros do Zodíaco: Episódio G,  é um mangá escrito e ilustrado por Megumu Okada. Uma história paralela e um trabalho derivado de Saint Seiya (Os Cavaleiros do Zodíaco) de Masami Kurumada, começou a ser serializado na edição de janeiro de 2003 da revista mensal Champion Red e mais tarde foi compilado em 20 volumes pela Akita Shoten, sendo o primeiro publicado em 19 de junho de 2003.
A história se passa sete anos antes dos eventos do mangá original de Saint Seiya e seis anos após a morte do Cavaleiro de Ouro de Sagitário, Aiolos, o irmão do personagem principal de Episode.G. Ele se passa em um universo fictício onde os deuses gregos reencarnam ciclicamente na Terra, muitas vezes travando guerra entre si pelo domínio, e retrata a batalha dos Cavaleiros de Ouro, guerreiros com poderes sobre-humanos que lutam pela Paz e Justiça em nome da Deusa Athena, para proteger a Terra dos deuses Titãs recentemente despertados.
Embora não exista uma versão em inglês de Saint Seiya Episode.G, ele foi traduzido para vários outros idiomas por editoras de todo o mundo, onde foi bem recebido, mas não sem controvérsia em relação às suas diferenças com Saint Seiya. No Brasil, foi publicado pelas editoras Conrad e NewPOP; pela Panini Comics na Itália, Alemanha e França; Glénat na Espanha; Editorial Ivrea na Argentina; Editorial Kamite no México; e por Chuang Yi em Cingapura.
Em dezembro de 2013, Megumu Okada anunciou via Twitter que estava trabalhando em uma sequência do mangá intitulada Saint Seiya Episode.G: Assassin (em japonês:  聖闘士星矢EPISODE.G～アサシン～, transl. Seinto Seiya Episōdo Jī Asashin). A serialização começou em 5 de abril de 2014, na revista bimestral Champion Red Ichigo, e continuou na revista da web Champion Cross (mais tarde renomeada Manga Cross). O último capítulo foi publicado em 27 de agosto de 2019, e a série foi compilada em 16 volumes. Uma segunda sequência intitulada Saint Seiya Episode.G: Requiem (em japonês:  聖闘士星矢EPISODE.Gレクイエム, transl. Seinto Seiya Episōdo Jī Rekuiemu) começou a ser serializada em 28 de janeiro de 2020, também na Manga Cross.

## Enredo
A história de Episode.G se passa sete anos antes dos acontecimentos de Saint Seiya de Masami Kurumada, no mesmo mundo fictício em que os deuses gregos reencarnam ciclicamente para disputar o domínio da Terra. A trama gira em torno dos Cavaleiros de Athena, humanos com poderes sobre-humanos dedicados à Deusa da Guerra Athena, cujo dever é proteger o mundo do mal. O protagonista é o Cavaleiro de Ouro de Leão Aiolia, malvisto pelos outros Cavaleiros de Ouro devido às ações aparentemente traiçoeiras de seu irmão Aiolos no passado. Por sua vez, ele guarda ressentimento contra os Cavaleiros como um todo, e em particular contra a ordem de elite dos Cavaleiros de Ouro.
Enquanto Aiolia se envolve em missão após missão para provar sua lealdade, forças malignas se manifestam ameaçando destruir o Santuário, lar dos Cavaleiros. Uma Titanomaquia moderna se inicia, já que os Titãs, deuses antigos com desejo de vingança contra os deuses olímpicos, atacam o Santuário para recuperar o "Megas Drepanon", a arma na qual Zeus selou seu Rei, Cronos, na era da mitologia. Seu primeiro ataque é frustrado por Aiolia, que chama a atenção dos Titãs como o "homem do presságio maligno" destinado a libertar seu Rei.
Com os Titãs novamente percorrendo a Terra, monstros antigos também são ressuscitados globalmente, e os Cavaleiros precisam contê-los. Enquanto isso, os Titãs reúnem suas forças para atacar o Santuário pela segunda vez. No curso de seu próximo assalto, Cronos é inadvertidamente liberado do selo de raios de Zeus pela técnica baseada em relâmpagos de Aiolia, mas o deus parece estar com amnésia. Os Titãs determinam que foi o ataque de Aiolia que causou essa condição e que o Santo de Leão pode ter os meios para corrigi-la. Eles recuam para sua base no Labirinto do Tempo e sequestram Lithos, o servo de Aiolia, para atraí-lo até lá. Aiolia não hesita em ir em socorro de Lithos e, junto com outros cinco Cavaleiros de Ouro, inicia uma série de batalhas em que os Titãs caem um por um.
Ao longo dessas batalhas, o deus primordial Pontos, que libertou os Titãs de seu aprisionamento no Tártaro e inicialmente afirmou que desejava ajudar Cronos,  revela suas verdadeiras intenções, afirmando que reviveu os Titãs como parte de um plano maior e os manipulou para despertar sua verdadeira senhora, Gaia. Ele pretende ajudá-la a tomar o controle da Terra, destruindo deuses e humanos no processo. O plano de Pontos falha no final, pois, após lutar com Aiolia, Cronos passa a apreciar o valor dos humanos. O Rei Titã tira de Gaia seu poder, oferecendo-o a Hades em vez disso, para que os Cavaleiros de Athena e seus seguidores sejam poupados da morte.

## Produção
Na página de comentários do autor publicada com o primeiro volume, Megumu Okada explicou que estava preocupado em assumir o projeto porque nunca havia escrito nada relacionado a uma obra original preexistente e porque Saint Seiya era uma peça muito renomada. O autor original Masami Kurumada o deixou livre para escrever a história que funcionaria como uma prequela do mangá original. Isso resultou em um mangá que é, visualmente, substancialmente diferente de seu antecessor: os designs dos personagens são finos e andróginos e os detalhes são aprimorados ao extremo.

## Mídias

### Mangá
As primeiras imagens do mangá apareceram na edição da revista Champion Red de janeiro de 2003, publicada em 19 de novembro de 2002, junto com pôsteres e uma entrevista com Masami Kurumada. O primeiro capítulo foi então lançado na edição de fevereiro seguinte desta revista mensal, publicada em 19 de dezembro de 2002, e o primeiro volume (tankōbon) publicado em 19 de junho de 2003, sob o selo Champion Red Comics da Akita Shoten. Com lançamentos presos em 2009, quando o autor Megumu Okada colocou o mangá em hiato para se dedicar a outros projetos após uma disputa não especificada com a editora, e foi retomado na edição de abril de 2011 da Champion Red Ichigo, com o lançamento de um novo capítulo, assim como uma compilação de capítulos anteriores que ainda não haviam sido agrupados em formato de volume (capítulos 74–76) chamado "Volume 17.5". O mangá entrou em um segundo hiato depois que o capítulo 83 foi publicado na edição de outubro de 2011 da Champion Red Ichigo e, depois que a editora anunciou que o mangá terminaria no volume 20, foi retomado na edição de maio de 2013. O capítulo final foi lançado em 19 de junho de 2013; o volume final foi publicado em 8 de agosto de 2013.
Saint Seiya Episode.G ainda não foi licenciado em inglês, mas já foi publicado em vários países fora do Japão: no Brasil, pela Conrad Editora e relançado pela NewPOP Editora; pela Panini Comics na Itália, Alemanha e França; Glénat na Espanha; Editorial Ivrea na Argentina; Editorial Kamite no México; e por Chuang Yi em Cingapura.

#### Capítulos especiais
Os volumes geralmente contêm capítulos especiais curtos (gaiden), a maioria dos quais em cores, que contam pequenas histórias paralelas ou destacam momentos de capítulos anteriores. Alguns têm pouca relevância para o enredo geral de Episode.G, com personagens que desempenham pouco papel na história principal, mas que são bem conhecidos pelos leitores de Saint Seiya, enquanto outros exploram a personalidade ou o passado de personagens importantes e detalham eventos menores relacionados ao enredo.
A Champion Red serializou uma curta história paralela junto com os capítulos regulares entre outubro de 2007 e janeiro de 2008. Acontece alguns anos antes da trama principal e detalha as façanhas de Aiolos de Sagitário no Egito, revelando alguns pontos da trama que influenciam a história principal. Aiolia e Galarian mais jovens também aparecem. Esta história paralela aparece compilada em um volume especial chamado "Volume 0: Aiolos" (アイオロス編, Aiorosu hen), lançado em 20 de maio de 2008, que também contém uma enciclopédia com informações sobre todos os mangás de Episode.G publicados até aquela data.

#### Edições especiais
No Japão, existem duas versões dos volumes de Saint Seiya Episode.G. Uma é a versão normal e a outra é uma edição limitada. A edição limitada apresenta capas diferentes e inclui vários brindes embalados com os quadrinhos. Esses brindes incluem cartões postais, broches, um porta-chaves de moedas, uma agenda, cartas de tarô, uma camiseta, quebra-cabeças, calendários, um estojo e um chaveiro. Uma figura do busto do protagonista, Aiolia de Leão, também foi lançada.

### CDs drama
Dois CDs de drama foram gravados para Episode.G. Um foi lançado com a edição Champion Red de abril de 2007 e o outro junto com a edição limitada do volume 11. Esses CDs reproduzem os acontecimentos de vários capítulos com apenas pequenas modificações que reduzem o elenco: A batalha de Aiolia contra o Gigante no volume 1, teste de Pontos de Aiolia através de Galarian do volume 1, e a luta de Camus e Aiolia contra Okeanos dos volumes 9 e 10. Os dubladores incluem: Hiro Shimono como Aiolia de Leão, Hikaru Midorikawa como Camus de Aquário, Kōji Yusa como Galarian, Chiwa Saitō como Lithos, Kōsuke Okano como Okeanos e Hiroki Yasumoto como Pontos.

### Sequências

#### Saint Seiya Episode.G: Assassin
Em dezembro de 2013, Megumu Okada anunciou via Twitter que estava trabalhando em uma sequência do mangá intitulada Saint Seiya Episode.G: Assassin. O primeiro capítulo foi publicado em 5 de abril de 2014, na 43ª edição da revista bimestral Champion Red Ichigo, depois que um curto prólogo foi lançado na edição da Champion Red de fevereiro de 2014 comemorando o aniversário de 40 anos da carreira de Masami Kurumada.
Depois que a Champion Red Ichigo cessou a publicação em agosto de 2014, a série continuou na revista da web da Akita Shoten, Champion Cross, mais tarde renomeada Manga Cross. Com a mudança de local, os capítulos passaram a ser publicados inteiramente em cores.
O capítulo final foi publicado em 27 de agosto de 2019. Os capítulos foram compilados em 16 volumes, alguns dos quais incluem capítulos bônus. O primeiro volume foi publicado em 20 de outubro de 2014, e o último em 20 de dezembro de 2019. Um epílogo especial foi publicado na edição de março de 2020 da Champion RED.
Episode.G: Assassin inclui personagens originais, personagens do primeiro mangá de Saint Seiya e também de sua sequência, Saint Seiya: Next Dimension.

#### Saint Seiya Episode.G: Requiem
Uma segunda sequência, a conclusão da série Episode.G, intitulada Saint Seiya Episode.G: Requiem, começou a ser serializada em 28 de janeiro de 2020, na revista de mangá online Manga Cross.

## Recepção
O mangá foi bem recebido na França, onde os volumes 7, 8 e 9 venderam trinta e uma mil cópias cada em 2006. As vendas na Itália foram igualmente bem-sucedidas, tendo sido destaque em várias ocasiões no Top 10 de vendas do Planet Manga entre junho de 2005 e fevereiro de 2010.
O crítico francês Thomas Berthelon, escrevendo para a Actua BD, faz uma nota sobre a falta de originalidade do enredo. Enquanto o mangá está cheio de referências a Saint Seiya, a história é baseada nos mesmos esquemas conhecidos e os personagens são muito parecidos com os protagonistas da série original. O crítico que escreve para o Manga-News também observa que as trocas entre Cavaleiros e Titãs podem se tornar repetitivas. Enquanto isso, para o crítico brasileiro Pedro Hunter do Omelete, Episode.G se diferencia do mangá shōnen usual por não apresentar apenas batalhas intermináveis e histórias não desenvolvidas. Ele acha a maneira como Okada retrata seus personagens como uma parte integrante do mundo real particularmente interessante e destaca a inclusão de eventos da vida real como o acidente de Three Mile Island na trama.
O crítico da Manga-News lamenta que o mangá se concentre na juventude dos conhecidos Cavaleiros de Ouro da obra de Kurumada. Este revisor diz que tira todo o suspense da história, já que os destinos dos personagens principais são conhecidos desde o início por qualquer um que tenha lido Saint Seiya antes, e que a magnitude das realizações desses personagens em Episode.G é inconsistente com o que foi visto na série original. Em uma revisão posterior, no entanto, também observa-se que Episode.G mantém o espírito da série original, retratando com sucesso as emoções presentes nas batalhas entre guerreiros que podem respeitar seus oponentes e admirar sua vontade de dar a vida pelo que acreditam ser o certo.
Geralmente elogiada como "impressionante" está a habilidade gráfica de Okada, seu uso de composição e texturas que realçam os aspectos divinos dos personagens, embora os críticos também notem que a grande quantidade de detalhes em um mangá preto e branco muitas vezes interfere na legibilidade. Berthelon considera tal dificuldade uma reminiscência de passagens do mangá de Kaori Yuki, Angel Sanctuary, e recomenda o mangá por sua arte "surpreendente".